# Campidoglio (Santa Fe)
Il Campidoglio di Santa Fe (in lingua inglese New Mexico State Capitol) è la sede governativa dello Stato del Nuovo Messico, negli Stati Uniti d'America.
Fu completato nel 1966 dall'architetto W.C. Kruger in stile neo-territoriale.